# Andrés Piles

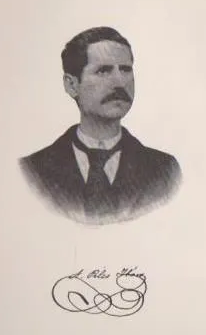
Andrés Piles Ibars

Andrés Piles Ibars (Turís, 2 de febrero de 1856 – Segovia, 7 de diciembre de 1901) fue un historiador español. 

## Biografía
Era hijo de una familia muy humilde, que pudo darle, no obstante, una buena instrucción en las escuelas de aquel pueblo, donde servía a la vez de monaguillo y cantor en la iglesia. Ingresó después en el Seminario Conciliar de Valencia, de donde marchó, con otros seminaristas, en 1872 para alistarse en las tropas carlistas, formando parte de la que llamaban Compañía sagrada, y que fue vulgarmente conocida con el nombre de requeté. Esta algarada dio fin en la acción de Bocairente, en donde el belicoso muchacho fue herido gravemente en la cabeza.
Emprendió luego la carrera del magisterio en la Normal de Valencia, y desempeñó sucesivamente las escuelas de Montanejos, Náquera, Catadau, Godelleta, Benifayó y Cullera. Su afición al estudio le hizo investigar los archivos en los puntos donde residía, y en Cullera encontró materia suficiente para escribir una crónica interesante, que se publicó en 1893 con el título de Historia de la ciudad de Cullera, costeando la impresión aquel Ayuntamiento. Esta obra
fue premiada por la Real Academia de la Historia en público certamen en 1899, y al año siguiente la docta corporación nombró a su autor socio correspondiente.
Habiendo obtenido la regencia de la Escuela Normal de Maestros de Segovia, se encargó allí de la dirección del periódico profesional Mi Magisterio Segoviano, pero sin descuidar por eso sus estudios favoritos. Con gran laboriosidad recopiló cuanto se ha publicado sobre la dominación sarracena en las provincias valencianas, y en 1899 dio a luz el primer tomo de su nueva obra Valencia árabe. Tenía ya terminado el manuscrito del segundo tomo para publicarlo en 1901, pero la muerte frustró sus propósitos.  Piles era muy amante de Valencia, y todo el tiempo que le permitían sus tareas profesionales lo pasaba en Yátova, de donde era natural su esposa. Con este motivo hizo interesantes investigaciones históricas en aquellas comarcas.